# Tajov
Tajov é um município da Eslováquia localizado no distrito de Banská Bystrica, região de Banská Bystrica.

## Demografia
| Ano:        | 1994 | 2004    | 2014    | 2024    |
| ----------- | ---- | ------- | ------- | ------- |
| Broj ljudi: | 391  | 504     | 598     | 661     |
| Razlika:    |      | +28,90% | +18,65% | +10,53% |

| Ano:               | 2023 | 2024   |
| ------------------ | ---- | ------ |
| Número de pessoas: | 672  | 661    |
| Diferença:         |      | -1,63% |